# Blink-182
A Blink-182 egy punk együttes, amelyet Tom DeLonge, Mark Hoppus és Scott Raynor alapított 1992-ben San Diego egyik északi, Poway nevű külvárosában. A dobos Raynort alkoholproblémái miatt Travis Barker váltotta le 1998-ban, a blink-182 amerikai turnéjának közepén.
A Blink-182 fülbemászó dallamairól, a gúnyos és néha igen durva, botrányos humoráról volt ismert. A dalszövegek – az utolsó albumukat megelőzően – humorosak és felemelőek voltak. Bár az együttes Scott Raynor távozásáig Blink néven szerepelt az albumokon, jelenlegi elnevezése Blink-182. A számok (182) az együttes nevének végére egy bírósági ügy után kerültek, mert a Blink nevet a bíróság az azt már régebb óta birtokló ír együttesnek ítélte.

## Története

### Első albumtól a szünetig
A zenekar első albuma a Cheshire Cat 1995-ben jelent meg. Az albumon több dal is szerepel a zenekar korábbi két demo lemezéről is (Flyswatter, Buddha). Az album kezdetleges és nyers hangzású. Megjelenésekor csekély érdeklődés volt az album iránt, ez a későbbiekben 2001-től azonban hatalmasat ugrott.
A zenekar második albuma a Dude Ranch-et 1997-ben adták ki. Az album már sokkal komolyabb hangzást és dalokat kapott az első albumhoz képest. Ez többek között annak köszönhető, hogy a zenekart egy nagy lemezcég, az MCA szerződtette le. Mivel a zenekar és Scott Raynor hozzáállása a zenekarhoz nem egyezett így 1998 nyarától Travis Barker váltotta őt fel.
Travis Barkerrel kiadott első albuma a zenekarnak, mely meghozta számukra a nagy áttörést az Enema Of The State volt, melyet 1999-ben adtak ki. Az albumon az új dobos által hozott lendület a korábbi alap punk dalokból, egy már komplexebb hangzású zenekart varázsolt.
A következő albumot a Take Off Your Pants And Jacket-et mikor 2001-ben kiadták a zenekar ismertsége csúcsán volt. Az album is az interjúk alapján gördülékenyen került megírásra a turné alatt, valamint a felvételek is gyorsan lezajlottak. 2002-ben Tom Delonge gitáros gerincproblémái miatt ágyhoz volt kötve, ebben az időszakban sötétebb dalokat írt, melyeket Travis-szel életre hívott Box Car Racer zenekarával adott ki. Ezt az albumot rövid turné is követte, de egy albumtól nem terveztek többet vele.
2003-ban egy komolyabb hangvételű cím nélküli albumot adott ki a zenekar. Az albumon több lassú dal és duettek is szerepet kaptak.

### Zenekari szünet
2005. február 22-én a rajongók hatalmas megdöbbenésére a blink-182 bejelentette, hogy az együttes határozatlan ideig szünetet tart – Delonge és a másik két tag között nagyon megromlott a viszony. Tom ekkor megalapította új együttesét, az Angels and Airwaves-t mely jelenleg is működik. Első albumuk We Don't Need To Whisper címen jelent meg 2005. május 23-án. Azóta már elkészítették második stúdióalbumukat, ami az I-Empire névre hallgat és 2007. november 6-án landolt a boltok polcain. Hoppus és Barker megalapította a Plus 44-t, aminek első albuma, a When Your Heart Stops Beating 2006. november 14-én jelent meg.

### Újraalakulás és a jelen
Travis Barker 2008. szeptemberi súlyos repülőgép-balesete, valamint az előző lemezük producerének hirtelen halála újra összehozta a zenekar tagjait, ami ahhoz vezetett, hogy 2009. február 9-én a rajongók legnagyobb örömére bejelentették, hogy újra összeálltak.
2011 szeptemberében kiadták Neighborhoods albumukat. Az album felvételei lassan zajlottak korábbi producerük vezetésének hiányában (Jerry Finn - elhunyt: 2008 augusztusában), valamint még Tom San Diegoban rögzítette a gitár- és énekrészeket, addig Mark és Travis L.A.-ben dolgoztak az albumon. Az album a megjelenésekor a Billboard 200-as listáján a 2. helyig jutott.
2012 decemberében egy 5 számos EP-t kiadott a zenekar Dogs Eating Dogs címmel.
2015 januárjában a médián keresztül a zenekar nyilvánosságra hozta, hogy a zenekarból Tom DeLonge gitáros kivált. Mark Hoppus és Travis Barker azért döntött Tom leváltása mellett, mivel elmondásuk szerint a zenekart mind kreativitásában, mind pedig előrehaladásában (lemezszerződés megkötése, koncertek szervezése) hátráltatta az utóbbi 1-2 évben, hasonlóképpen, mint 10 éve. A zenekar márciusban a Musink fesztiválon, már Matt Skiba-val (Alkaline Trio) fog fellépni.

## Albumok
- Flyswatter (1993)
- Buddha (1993)
- Cheshire Cat (1994)
- Dude Ranch (1997)
- Enema of the State (1999)
- The Mark, Tom and Travis show (2000)
- Take Off Your Pants and Jacket (2001)
- - (untitled/self titled) (2003)
- Greatest Hits (2005)
- Neighborhoods (2011)
- California (2016)
- Nine (2019)
- One more time…(2023)

## Kislemezek
| Év                                                  | Cím                                | Ranglista helye | Ranglista helye | Ranglista helye | Ranglista helye | Ranglista helye | Ranglista helye | Ranglista helye | Ranglista helye | Ranglista helye | Ranglista helye | Ranglista helye | Ranglista helye | Ranglista helye | Eladási Díj            | Album                                                    |
| Év                                                  | Cím                                | U.S.            | U.S. Pop        | U.S. Mod.       | U.S. Main.      | U.S. 40 Main.   | U.S. 40 Tracks  | U.S. Adult      | CAN             | UK              | AUS             | AUT             | ITA             | SWE             | Eladási Díj            | Album                                                    |
| --------------------------------------------------- | ---------------------------------- | --------------- | --------------- | --------------- | --------------- | --------------- | --------------- | --------------- | --------------- | --------------- | --------------- | --------------- | --------------- | --------------- | ---------------------- | -------------------------------------------------------- |
| 1995                                                | M+M's                              | —               | —               | —               | —               | —               | —               | —               | —               | —               | —               | —               | —               | —               |                        | Cheshire Cat                                             |
| 1996                                                | Wasting Time                       | —               | —               | —               | —               | —               | —               | —               | —               | —               | —               | —               | —               | —               |                        | Cheshire Cat                                             |
| 1996                                                | Lemmings                           | —               | —               | —               | —               | —               | —               | —               | —               | —               | —               | —               | —               | —               |                        | Dude Ranch                                               |
| 1997                                                | Dammit                             | —               | —               | 11              | 26              | —               | —               | —               | —               | —               | 34              | —               | —               | —               |                        | Dude Ranch                                               |
| 1997                                                | Apple Shampoo                      | —               | —               | —               | —               | —               | —               | —               | —               | —               | —               | —               | —               | —               |                        | Dude Ranch                                               |
| 1998                                                | Dick Lips                          | —               | —               | —               | —               | —               | —               | —               | —               | —               | —               | —               | —               | —               |                        | Dude Ranch                                               |
| 1998                                                | Josie (Everything's Gonna Be Fine) | —               | —               | —               | —               | —               | —               | —               | —               | —               | 31              | —               | —               | —               |                        | Dude Ranch                                               |
| 1999                                                | What's My Age Again?               | 58              | 40              | 2               | 19              | 28              | 40              | 36              | —               | 17              | 42              | —               | 4               | 44              |                        | Enema of the State                                       |
| 2000                                                | All the Small Things               | 6               | 17              | 1               | —               | 8               | 17              | 29              | —               | 2               | 8               | 4               | 6               | 7               | AUS: platina           | Enema of the State                                       |
| 2000                                                | Adam's Song                        | 101             | —               | 2               | —               | —               | —               | —               | —               | —               | —               | —               | —               | —               |                        | Enema of the State                                       |
| 2000                                                | Man Overboard                      | 117             | —               | 2               | —               | —               | —               | —               | —               | —               | 40              | —               | —               | —               |                        | The Mark, Tom, and Travis Show (The Enema Strikes Back!) |
| 2000                                                | Dumpweed                           | —               | —               | —               | —               | —               | —               | —               | —               | —               | —               | —               | —               | —               |                        | The Mark, Tom, and Travis Show (The Enema Strikes Back!) |
| 2001                                                | The Rock Show                      | 71              | —               | 2               | —               | 33              | —               | —               | —               | 14              | 34              | 38              | —               | 39              |                        | Take Off Your Pants and Jacket                           |
| 2001                                                | First Date                         | 106             | —               | 6               | —               | —               | —               | —               | —               | 31              | 50              | 69              | —               | 48              |                        | Take Off Your Pants and Jacket                           |
| 2002                                                | Stay Together for the Kids         | 116             | —               | 7               | —               | —               | —               | —               | —               | —               | —               | —               | —               | —               |                        | Take Off Your Pants and Jacket                           |
| 2002                                                | I Won't Be Home for Christmas      | —               | —               | —               | —               | —               | —               | —               | 1               | —               | —               | —               | —               | —               |                        | Albumon nem szereplő kislemezdal                         |
| 2003                                                | Feeling This                       | 102             | —               | 2               | —               | —               | —               | —               | —               | 15              | 20              | 65              | —               | 60              | USA: arany             | Untitled / Blink-182                                     |
| 2004                                                | I Miss You                         | 42              | 25              | 1               | —               | 15              | 25              | 24              | —               | 8               | 13              | 41              | —               | 55              | USA: platina AUS: Gold | Untitled / Blink-182                                     |
| 2004                                                | Down                               | —               | —               | 10              | —               | —               | —               | —               | —               | 24              | 35              | 59              | —               | —               |                        | Untitled / Blink-182                                     |
| 2004                                                | Always                             | —               | —               | 39              | —               | —               | —               | —               | —               | 36              | 45              | —               | —               | —               |                        | Untitled / Blink-182                                     |
| 2005                                                | Not Now                            | —               | —               | 18              | —               | —               | —               | —               | —               | 30              | —               | —               | —               | —               |                        | Greatest Hits                                            |
| a "—" azt jelenti hogy nem került fel a ranglistára |                                    |                 |                 |                 |                 |                 |                 |                 |                 |                 |                 |                 |                 |                 |                        |                                                          |